# Hafen Minden

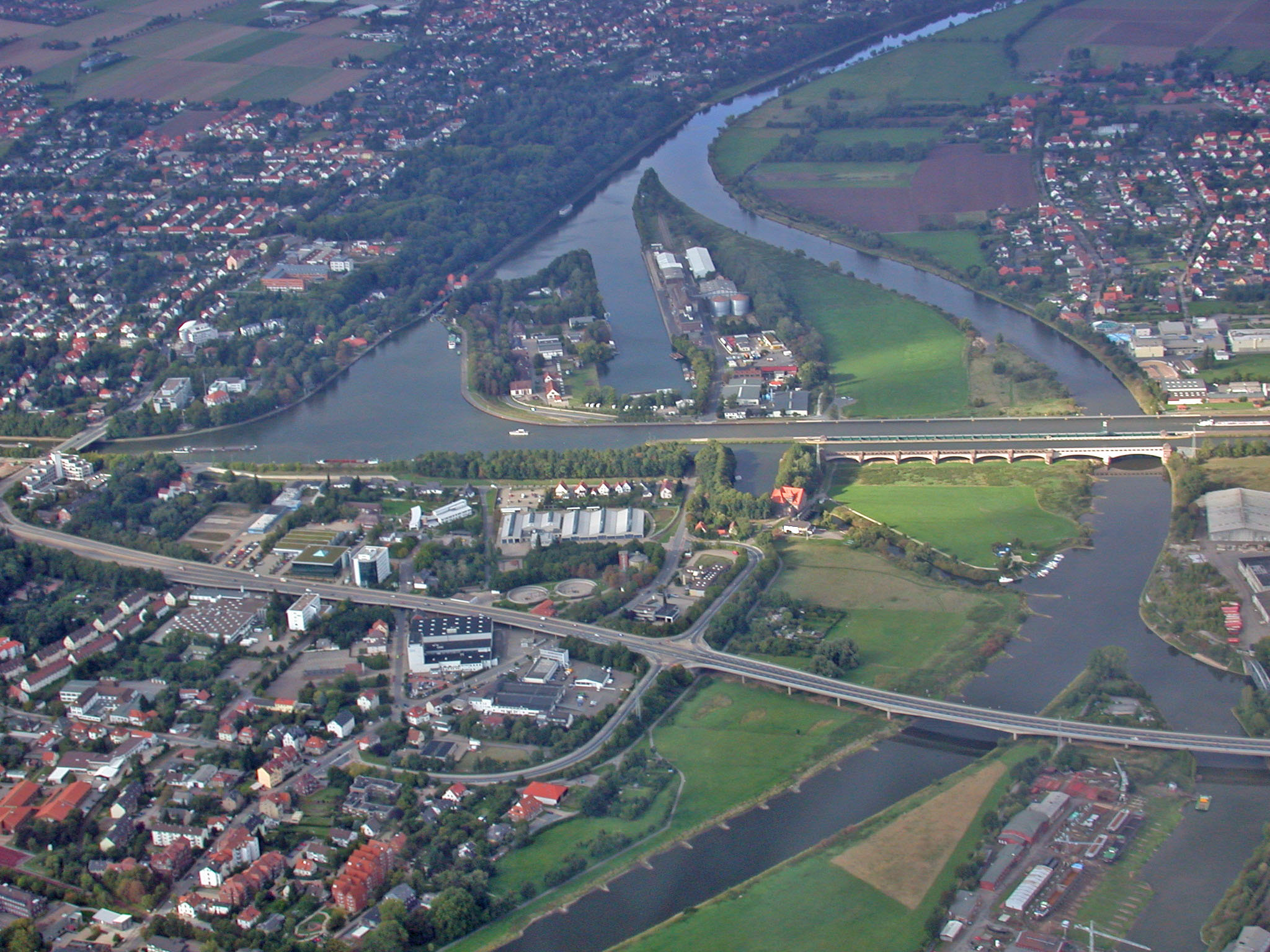
Mitte: Bauhafen, Rechts: Werfthafen

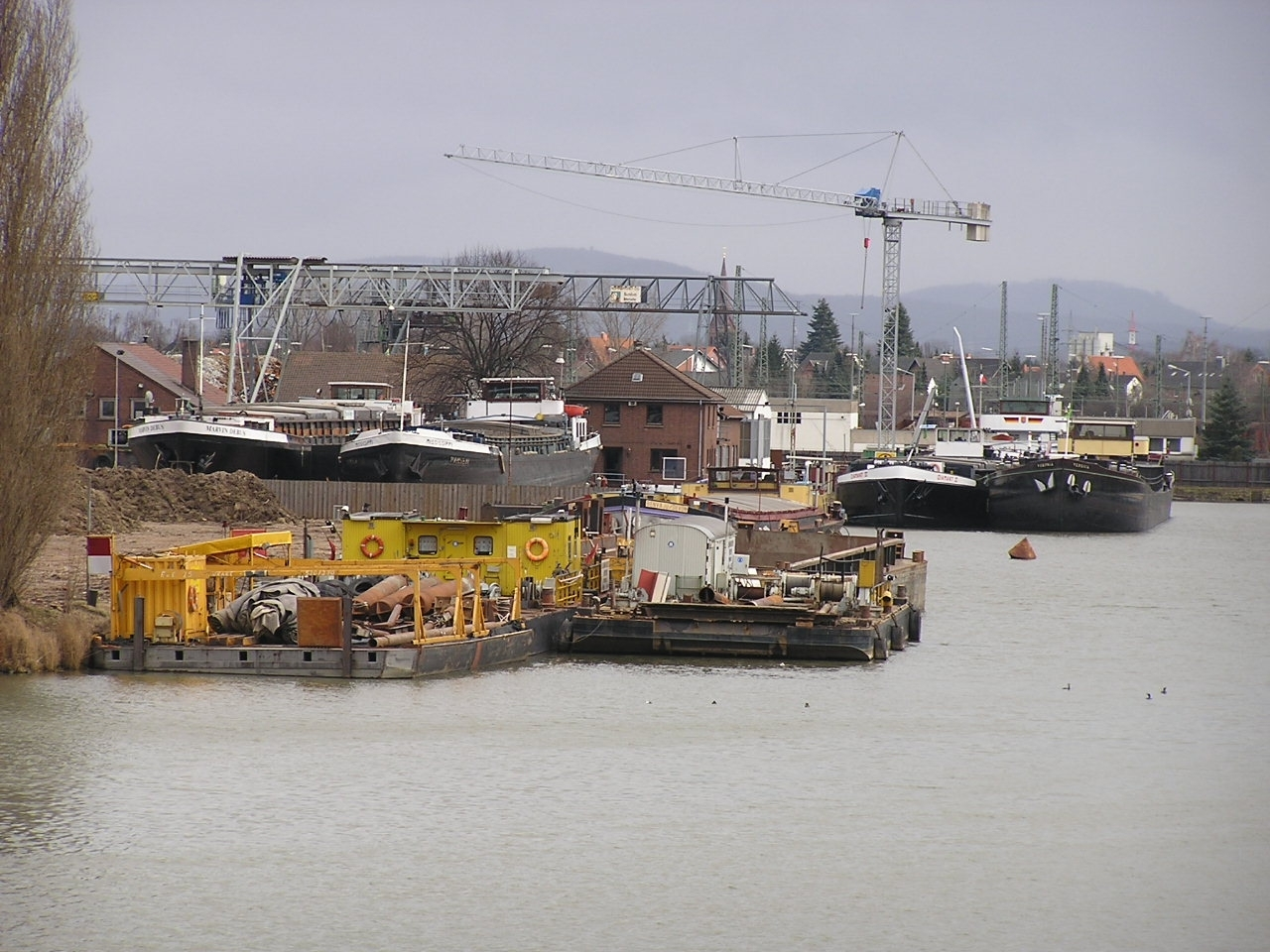
Der Industriehafen

Der Hafen Minden ist ein Binnenhafen auf dem Gebiet der ostwestfälischen Stadt Minden Nordrhein-Westfalen.

## Lage
- Karte mit allen Koordinaten:
- OSM |
- WikiMap

Die Häfen sind um das Wasserstraßenkreuz Minden herum am Mittellandkanal und an der Weser angelegt. Diese Bundeswasserstraßen verbinden Minden mit den Seehäfen an der Unterweser und in Hamburg. Die Häfen am Mittellandkanal liegen auf einer Höhe von 50,3 m ü. NN, der Industriehafen auf 44,1 m ü. NN und diejenigen an der Weser auf 37,2 m ü. NN.
Es bestehen vier Hafenbecken, der Westhafen ⊙ und der Osthafen ⊙ direkt am Mittellandkanal, sowie der Industriehafen ⊙ mit zwei Hafenbecken am Südabstieg und der Bauhafen ⊙ am Nordabstieg.
Weiterhin bestehen an der Weser der heute nur noch von Fahrgastschiffen angefahrene Hafen Schlagde ⊙ und der nur noch wenig genutzte Alte Weserhafen ⊙ mit der Weserwerft Minden.
Im Ortsteil Hahlen gibt es für die Freizeitschifffahrt zusätzlich einen eigenen Yachthafen ⊙ mit 65 Wasserliegeplätzen für Kleinfahrzeuge.

## Geschichte
Das von Kaiser Karl V. der Hansestadt Minden am 4. Januar 1552 verliehene Stapelrecht verpflichtete alle Weserschiffer, ihre Waren in der Stadt auszuladen und zum Kauf anzubieten. Infolgedessen wurde 1572 der erste Anleger an der Weser errichtet, die sogenannte Mindener Schlagde. Der Begriff „Schlagde“ leitet sich vom niederdeutschen Wort „slait“ (= „schlagen“) ab: Schwere Holzstämme wurden in den Grund geschlagen, um so einen stabilen Anlegeplatz für Handelsschiffe zu schaffen.
1763 wurde der Hafen erweitert, 1780 kam der erste Kran hinzu. Im Rahmen des Baus des Mittellandkanals wurden 1910 der Westhafen, der Abstieghafen und der Industriehafen angelegt. Hier siedelte auch die Weserwerft Minden an. Im Industriehafen in Minden wurden seit 2002 mit steigendem Umsatz Container umgeschlagen, dies findet auch in der Trimodalität statt.
Der Westhafen ist ab 2003 durch den Unternehmer Frank Heitmann gepachtet worden und die Fläche durch Übernahme weiter ausgeweitet worden. Im Jahr 2013 gab es einen Rechtsstreit um die Lärmemissionen des Hafens, aufgrund dessen die Ladezeiten begrenzt wurden.

## Die Hafenanlagen

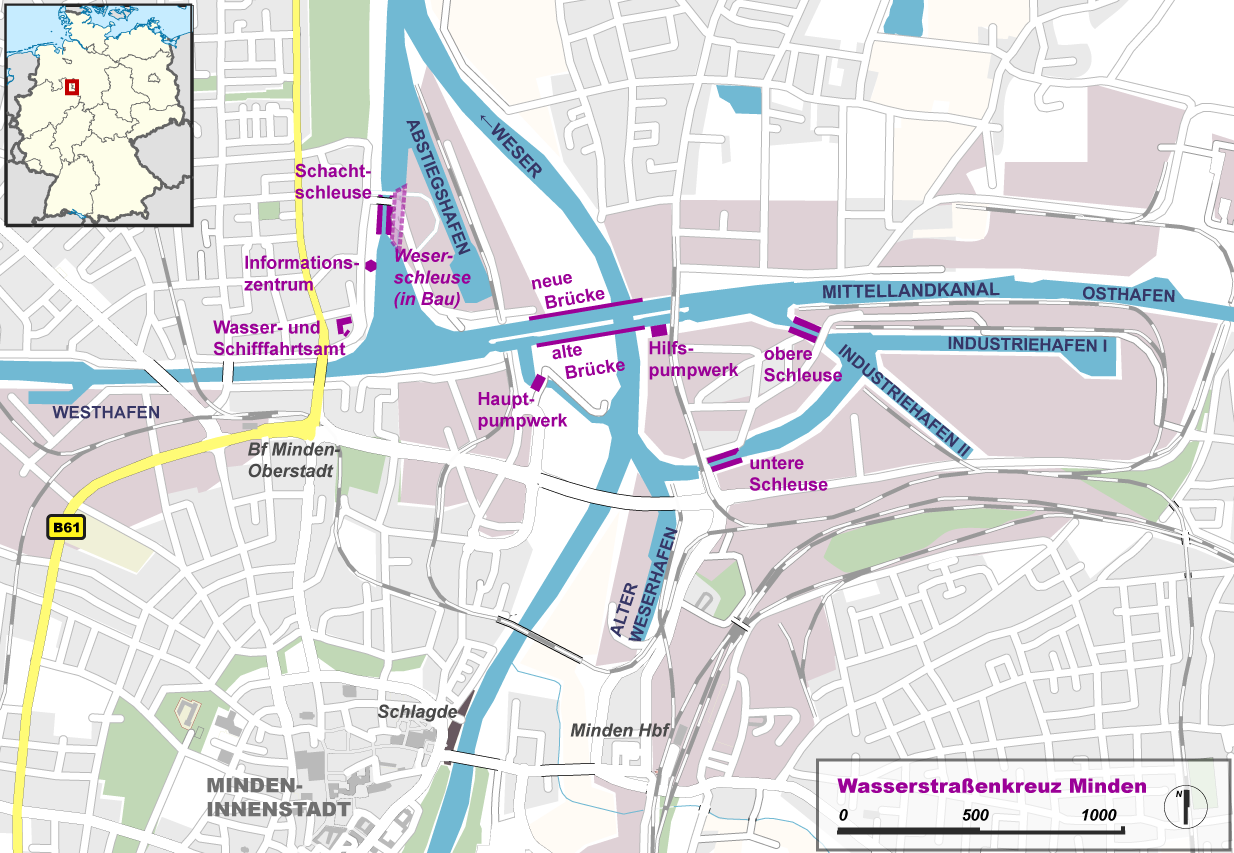
Die Mindener Häfen am Wasserstraßenkreuz Minden
Industrie- und Hafenflächen

Der Mindener Hafen wird heute von der Mindener Hafen GmbH betrieben. Das Hafengebiet umfasst eine Fläche von 65 ha, davon sind 11,4 ha Wasserfläche. Die Wassertiefe liegt zwischen 2,50 und 3,50 Metern. Der Hafen kann von Koppel- und 2er-Schubverbänden sowie von größeren Motorschiffen mit einer Abladetiefe von bis zu 2,8 m bzw. einer Ladefähigkeit von bis zu 4.500 t angelaufen werden (nur im Ost- und Westhafen direkt am Mittellandkanal). Alle Hafenteile verfügen über einen Gleisanschluss, so dass trimodale Angebote, das heißt die Koppelung der Verkehrsträger Wasser, Schiene und Straße, nutzbar sind. Neben Nahrungs- und Futtermitteln werden zunehmend auch Container am Containerterminal im Industriehafen II umgeschlagen. Der Mindener Hafen verfügt neben dem Dortmunder Hafen als einziger öffentlicher Kanalhafen in NRW über Anlagen für den Containerumschlag.
Nach Osten ist der nächste Hafen mit Containerumschlag und trimodalen Anschluss der Nordhafen in Hannover.

## Entwicklungsperspektiven
Seit Sommer 2008 kooperiert der Hafen Minden mit den am Mittellandkanal benachbarten Häfen in Lübbecke, Espelkamp, Hille und Bückeburg, anfangs auch mit dem Hafen in Preußisch Oldendorf, unter dem Namen Hafenband am Mittellandkanal, um die Häfen in diesem Bereich des Mittellandkanals besser zu vermarkten. Der Umschlag der Partnerhäfen betrug im Jahr 2016 1.335.000 Tonnen und 179.294 TEU.
Der Hafen Minden nimmt dabei aufgrund der Verbindung für den Containerverkehr mit den norddeutschen Seehäfen, insbesondere Bremerhaven, Hamburg und Wilhelmshaven eine Sonderstellung ein. Hier soll der Schiffsverkehr ausgebaut werden, nachdem die Mittelweser und die Schleusen am Wasserstraßenkreuz Minden für Großmotorgüterschiffe ausgebaut worden sind. Damit kommen über die Mittelweser Großmotorschiffe die den Mindener Hafen anlaufen können. Dort wird die Kapazität des bestehenden Containerterminals im Mindener Hafen ausgebaut. Ein neuer Portalkarn mit einer Kaimauer von 200 Meter Länge und zusätzliche Flächen erweitern die Fläche im Mindener Hafen ab 2015. Weiter östlich am Mittellandkanal ist auf einer Teilfläche von geplanten 44 Hektar ein neues Containerterminal unter dem Namen RegioPort Weser errichtet worden, dass auch eine Verladebrücke für Container von Straße auf Schiff beinhaltet. Es liegt Mindener Stadtteil Dankersen und dem Bückeburger Stadtteilen Cammer und Berenbusch und soll laiut Planungen auch einen Eisenbahnanschluss erhalten.
Die Trimodalität ermöglicht damit auch den Umschlag im Hafen Minden vom LKW auf die Bahn. Dies nutzt zurzeit im steigenden Maße die Firma Tönnies mit neuen Transportwegen.
| Güterbereich               | 2002 | 2015 |
| -------------------------- | ---- | ---- |
| Landw. Erzeugnisse         | 33   | 80   |
| Nahrungs- und Futtermittel | 163  | 176  |
| Kohle                      | 0    | 3    |
| Mineralölprodukte          | 0    | 5    |
| Chem. Erzeugnisse          | 1    | 15   |
| Investitionsgüter          | 1    | 0    |
| Verbrauchsgüter            | 32   | 9    |
| Summe                      | 230  | 288  |

Der Containerumschlag im Mindener Hafen verdreifachte sich zwischen 2002 und 2004 auf etwa
5.000 TEU und nahm bis 2006 auf 13.500 TEU weiter zu. 2016 betrug er nach Angaben der Industrie und Handelskammer (IHK) 15.214 TEUs.

## Schleusen
Im Mindener Hafen liegen die 1914 fertiggestellte Schachtschleuse und die 2017 fertiggestellte Weserschleuse. Nach deren Inbetriebnahme wird die Schachtschleuse hauptsächlich für Personenverkehr genutzt. Die Weserschleuse bietet eine den zeitgemäßen Erfordernissen entsprechende Anbindung an die Häfen in Bremen und Bremerhaven sowie über den Mittellandkanal zum Hamburger Hafen mit Großmotorschiffen.

## Verkehr
Der Mindener Hafen ist über die Gleise der Mindener Kreisbahnen mit dem Bahnnetz der Deutschen Bahn verbunden. Gemeindestraßen erschließen die Häfen zu der Bundesstraße 61, der Bundesstraße 482 und der Bundesstraße 65 hin. Alles Hafenteile werden im ÖPNV von den OWL Verkehrsbetrieben bedient; der Alte Werfthafen ist nur 400 m vom Mindener Bahnhof entfernt.